# Meu Destino É Pecar
Meu Destino É Pecar é uma minissérie brasileira produzida e exibida pela TV Globo de 21 de maio a 20 de julho de 1984, em 35 capítulos.
Escrita por Euclydes Marinho, a minissérie foi baseada no romance homônimo de Nelson Rodrigues. A direção geral e de núcleo foram de Ademar Guerra e Denise Saraceni.

## Enredo
Helena (Lucélia Santos), chamada por todos de Leninha, é recém-casada com Paulo (Tarcísio Meira) e parte para a fazenda do marido no interior do Rio de Janeiro. Ao longo da viagem, ela demonstra toda sua insatisfação por estar casada com um homem que não ama. Na fazenda, a viúva Consuelo (Nathalia Timberg) prepara-se para receber o filho e a nora, que ainda não conhece, ao lado da fiel empregada Nana (Cléa Simões). Leninha fora obrigada pelo pai, Dílson (Ivan Cândido), e pela madrasta, Clara (Nicette Bruno), a se casar com Paulo. Os dois fizeram um acordo financeiro com o jovem e rico rapaz, contra a vontade de Leninha. Ela, por sua vez, se recusa a dormir com o marido, de quem sente asco. O drama de Leninha se complica ainda mais quando conhece Mauricio (Marcos Paulo), seu cunhado.
A jovem se apaixona perdidamente por ele e passa a viver um grande conflito interior: as regras sociais e morais lhe impõem um comportamento de boa esposa, fiel e companheira, mas seus desejos falam mais alto, levando-a a pecar. Ela reluta, mas não consegue evitar o desejo que sente por Maurício; desejo que é recíproco. E, quem não gosta nada de ver o envolvimento de Leninha e Maurício, foi Consuelo, que passa a hostilizar a nora.
Paulo descobre a paixão entre seu irmão e sua mulher e passa a odiar Maurício. Depois de muito conflito, Leninha decide ficar com o marido, para desespero de Maurício. Ela opta por ser uma esposa dedicada e fiel e abandona de vez o amante. No último capítulo da minissérie, Leninha e Paulo, felizes, comunicam que terão um filho, deixando todos comovidos com a notícia, até mesmo Consuelo, que perdoa a nora. Depois de muito sofrimento por ter sido abandonado, Maurício se recupera da dor pela perda de seu grande amor nos braços de Regina (Maria Zilda Bethlem).
Outro casal importante, é Marcelo (Osmar Prado), um artista plástico desiludido, filho de Miguel Santa Rita (Dionísio Azevedo), proprietário da fazenda Margarida e Lídia (Esther Góes), uma mulher solitária, sobrinha de Consuelo, dona da fazenda Santa Maria e prima de Paulo e Maurício. Anos atrás, as duas famílias de fazendeiros são rivais. Com isso, o amor entre Marcelo e Lídia acaba mudando inteiramente a vida dos dois e apaziguando as relações entre todos.

## Elenco
| Interprete          | Personagem                                                           |
| ------------------- | -------------------------------------------------------------------- |
| Tarcísio Meira      | Paulo Avelar                                                         |
| Lucélia Santos      | Helena Castro Avelar (Leninha)                                       |
| Maria Zilda Bethlem | Margarida Santa Rita Avelar (Guida) / Evangelina Santa Rita / Regina |
| Marcos Paulo        | Maurício Avelar                                                      |
| Nathalia Timberg    | D. Consuelo Avelar                                                   |
| Nicette Bruno       | D. Clara Castro                                                      |
| Esther Góes         | Lídia Avelar                                                         |
| Osmar Prado         | Marcelo Santa Rita                                                   |
| Dionísio Azevedo    | Miguel Santa Rita                                                    |
| Deborah Evelyn      | Arlete Castro (Netinha)                                              |
| Ivan Setta          | Rubens Santa Rita                                                    |
| Cléa Simões         | Nana                                                                 |
| Nelson Dantas       | Padre Clemente                                                       |
| Francisco Milani    | Aprígio                                                              |
| Jorge Cherques      | Dr. Borborema                                                        |
| Nildo Parente       | Peixoto                                                              |
| Abrahão Farc        | Saul                                                                 |
| Antônio Pitanga     | Dioclésio                                                            |
| Lícia Magna         | Guiomar                                                              |
| Carmem Monegal      | Aurélia                                                              |
| Ivan Cândido        | Dilson Castro                                                        |
| Inês Galvão         | Alice Santa Rita                                                     |
| Paulo César Peréio  | narrador                                                             |

## Produção
Meu Destino É Pecar foi adaptada do romance de mesmo nome por Nelson Rodrigues para O Jornal, publicação dos Diários Associados, sob o pseudônimo de Suzana Flag. A minissérie se tornou conhecida por sua honesta transposição do universo de Nelson Rodrigues na linguagem de minissérie, valorizada pelo soberano clima folhetinesco, que emanava da trama.
A narração foi de Armando Bógus, que revela a intimidade de cada integrante da trama, com um recurso criado por Euclydes Marinho para inserir na minissérie os comentários feitos por Nelson Rodrigues. Apesar de ter sido escrito na década de 1940, os preconceitos da trama representados ainda tinham validade no período em que a minissérie foi exibida e, assim, os diretores preferiram indefinir a época em que a história está ambientada.
A minissérie é marcada por interpretações corretas e direção perfeita, sem nenhum gigantismo; no entanto, apenas Lucélia Santos sempre recebeu aclamação por interpretar Nelson Rodrigues. O próprio Nelson achava Lucélia a atriz perfeita para suas personagens ousadas.
Além desta minissérie, a atriz apareceu em três filmes baseados na obra do escritor: Engraçadinha de Haroldo Marinho Barbosa, além de Bonitinha, mas ordinária e Álbum de Família de Braz Chediak.
A minissérie está situada no meio rural carioca, em duas fazendas de famílias que se antagonizam, com a locação da Fazenda Santa Maria feita numa casa em Paraíba do Sul e com os cenários da Fazenda Margarida construídos em Rio Bonito, além de outras locações em Jacarepaguá, na Colônia Penal Juliano Moreira.